# فلورنتين بيشتل
فلورنتين بيشتل (بالإنجليزية: Florentine Bechtel)‏ هو باحث أمريكي في الكتب المقدسة، (و. 1857 – 1933 م).